# Station Meppen
Station Meppen (Bahnhof Meppen) is een spoorwegstation in de Duitse stad Meppen, in de deelstaat Nedersaksen. Het station ligt aan de spoorlijn Hamm - Emden en de spoorlijn Meppen - Essen. Het station is geopend in 1856.
Het station telt drie perronsporen, waarvan twee sporen langs een eilandperron.

## Verbindingen

### Treinverbindingen
De volgende treinseries doen station Meppen aan:
| Serie | Treinsoort                       | Route | Bijzonderheden |
| ----- | -------------------------------- | --- | --- |
| IC 35 | Intercity (DB Fernverkehr)       | [ Norddeich Mole ] / [ Emden Außenhafen ] – Emden Hbf – Leer (Ostfriesl) – Papenburg (Ems) – Meppen – Lingen (Ems) – Rheine – Münster (Westf) Hbf – Recklinghausen Hbf – Gelsenkirchen Hbf – Oberhausen Hbf – Duisburg Hbf – Düsseldorf Hbf – Köln Hbf – Bonn Hbf – Remagen – Andernach – Koblenz Hbf – Bingen (Rhein) Hbf – Mainz Hbf – Worms Hbf – Mannheim Hbf – [ Karlsruhe Hbf – Offenburg – Donaueschingen – Singen (Hohentwiel) – Konstanz ] / [ Heidelberg Hbf – Vaihingen (Enz) – Stuttgart Hbf ] | Rijdt eenmaal per twee uur, op vrijdag en zaterdag rijdt er één trein vanaf Emden Hbf naar Konstanz. Op zondag rijdt er één trein vanaf Konstanz naar Emden Hbf. Enkele treinen van/naar Emden Außenhafen |
| RE 15 | Regional-Express (Westfalenbahn) | (Emden Außenhafen – ) Emden Hbf – Leer (Ostfriesl) – Papenburg (Ems) – Meppen – Lingen (Ems) – Rheine – Münster (Westf) Hbf | Emsland-Express Enkele treinen van/naar Emden Außenhafen |

### Busverbindingen
Door Levelink wordt een stadsdienst in Meppen en aansluitende busdiensten naar omliggende plaatsen gereden.  

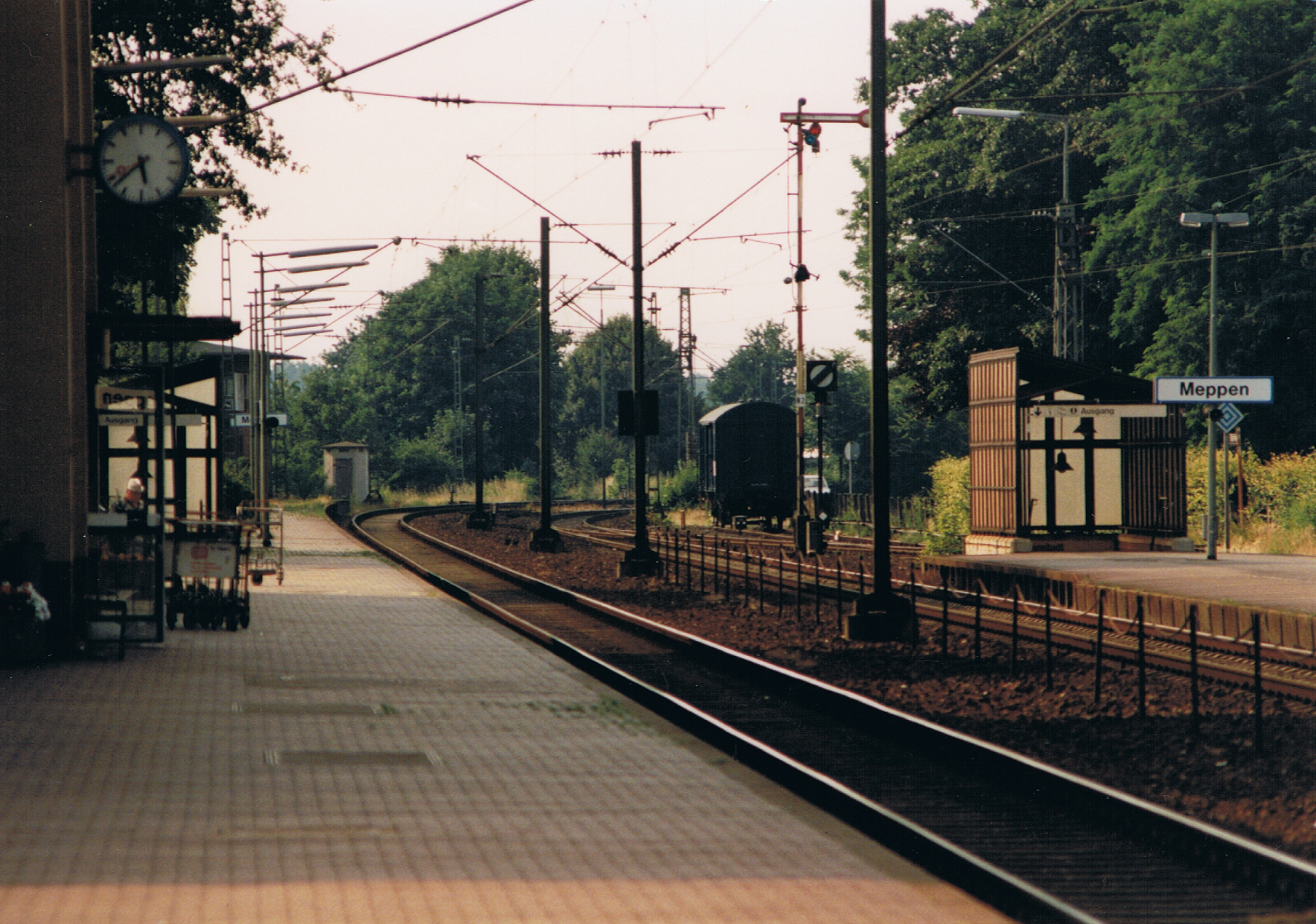
Het station in 1994